# Bundesautobahn 40
De Bundesautobahn 40 (kort BAB 40, A40 of 40) is een Duitse autosnelweg en is een van de drukste autosnelwegen in Duitsland. De A40 begint bij de Nederlandse grens bij Straelen/Venlo als verlengde van A67 en loopt van west naar oost door de linkse Nederrijn, passeert de Rijn (Rijnbrug Neuenkamp) bij Duisburg en kruist het Ruhrgebied via Mülheim an der Ruhr, Essen en Bochum naar Dortmund. Hier gaat de A40 na de Schnettkerbrücke over in de B1 (Rheinlanddamm) dwars door de stad. Tot 1992 was het deel ten westen van Kreuz Kaiserberg een deel van de A2. Oostelijk van Kaiserberg was het de Bundesautobahn 430.
In het stadsgebied van Dortmund is de B1 vanwege ruimtelijke ordening en stedenbouw nog niet tot snelweg omgebouwd. De weggebruiker ziet de overgang als eerste door de gele bewegwijzering voor Bundesstraßen in plaats van de blauwe borden voor snelwegen. Tevens zijn in de binnenstad van Dortmund twee kruispunten met verkeerslichten en is de maximumsnelheid op de deels versmalde rijstroken naar 50 km/h teruggebracht.
De A40 van Duisburg tot Dortmund en de B1 in het stadsgebied van Dortmund vormen samen de Ruhrschnellweg, een snelweg met een van de hoogste verkeersintensiteiten van Duitsland met op elk deel tot meer dan 100.000 voertuigen per dag. Door deze zeer hoge verkeersintensiteiten en de vele aansluitingen op korte afstand van elkaar ontstaan er in de spits regelmatig files. Daardoor wordt de weg in de volksmond ook wel Ruhrschleichweg' (Ruhrkruipweg) genoemd, of simpelweg "de langste parkeerplaats van het Ruhrgebied". Het verbindt de haven van Antwerpen samen met de Belgische A21 en de Nederlandse A67 met het Ruhrgebied.

## Geschiedenis

### VanRuhrschnellwegtot A430
De plannen voor de Ruhrschnellweg begonnen al in 1926, toen nog meer dan een derde van alle verkeersdeelnemers met paard en wagen onderweg waren. In het Ruhrgebied had het gehele traject één kruispunt met verkeerslichten in Wattenscheid. In 1934 werd het onderdeel van de Reichsstraße 1; in 1935 waren de ombouwwerkzaamheden gereed en had de weg een negen meter brede dwarsprofiel, rond de twintig centimeter minder als het kleinste dwarsprofiel nu.
Na de Tweede Wereldoorlog werd de Reichsstraße in Bundesstraße 1 hernoemd. Met het oog op het toenemende verkeer begonnen in 1952 de discussie om de weg naar 2x2 rijstroken uit te bouwen, inclusief een vier meter brede middenberm. De basis was een maximumsnelheid van 80 km/h. Tussen Wattenscheid en Dortmund zouden ook fietspaden gebouwd worden. Vanaf 1954 begonnen de verbredingswerkzaamheden. In november 1955 werd het eerste gedeelte tussen Essen-Kray en de grens met Wattenscheid geopend. In juli 1957 volgde een tweede deel in Dortmund-Dorstfeld ten westen van de Schnettkerbrücke. In 1958 waren de trajectdelen tussen Wattenscheid en Bochum evenals tussen de stadsgrens van Bochum en Dortmund-Lütgendortmund gereed. In 1960 werd de Ruhrschnellweg in het toenmalige stadsgebied van Bochum geopend.
Op 24 oktober 1961 werd het eerste gedeelte in Essen voor het verkeer vrijgegeven. In november 1962 was het trajectdeel tussen de stadsgrens van Dortmund en de Ruhrtangente A1 bij Unna met het Massener Kreuz via een provisorische aansluiting in Dortmund-Sölde gereed. Een jaar later werd het laatste bovengrondse trajectdeel in het oosten van Dortmund tussen de aansluitingen Marsbruchstraße en Sölde feestelijk geopend. De provisorische verbinding via de oude R1 in Sölde werd niet verder uitgebreid. In plaats daarvan realiseerde men de verbinding naar de A44 bij Kreuz Dortmund/Unna begin jaren 70 op het grondgebied van de gemeente Holzwickede via een verder zuidelijk verlopend tracé.
Vanaf 1967 was het fietspad langs de snelweg ten gunste van het autoverkeer afgebroken en werd de weg verbreed. Op 25 september 1970 werd de Ruhrschnellweg-Tunnel in Essen door Gustav Heinemann (toenmalige Bondspresident) geopend. Op 1 januari 1977 werd de Bundesstraße 1 alleen tussen Bochum-Werne en Mülheim an der Ruhr evenals op een nieuw tracé tot Kreuz Kaiserberg opgewaardeerd tot Bundesautobahn 430.
Door de val van het IJzeren Gordijn in 1989 en de daarop volgende uitbreiding van de EU richting het oosten kreeg de Ruhrschnellweg, naast zijn historische functie als Ruhr-Magistrale, een extra taak als verbinding tussen de Nederlandse en Belgische economische gebieden met de Oost-Duitse, Poolse en Oekraïense economische centra. In zijn verloop verbindt de weg de agglomeraties Rotterdam, Antwerpen, Ruhrgebied, Industriegebied Halle-Leipzig, Opper-Silezische industriegebied (Katowice e.o.), Metropoolregio Kiev en de industrieregio Donetsbekken met elkaar.

### Van de A430 en de A2 naar de A40
In delen van de politiek en de Kreisen in de Rijn-Ruhr regio werd in de jaren 90 de aandacht gevestigd op het steeds stijgende verkeer in oost-westrichting, wat in het Ruhrgebied tot een verkeersinfarct zou leiden.
Bediscussieert werd, naast het bouwen van de A44 in het zuiden van Dortmund tussen de A1 bij Holzwickede en Kreuz Dortmund/Witten en van Bochum via Velbert tot Kreuz Ratingen-Ost, onder andere ook een aan de Ruhrschnellweg parallel lopende, privaat te bouwen en te beheren tunnel tussen Dortmund en Duisburg. Deze werd door de verwachte kosten niet verder vervolgd. Het eerste plan, de nieuwbouw van de A44, werd opgenomen in het vierde wegenplan voor de bouw van federale wegen, gepubliceerd op 15 november 1993, waarbij het gedeelte tussen Kreuz Dortmund/Witten en Holzwickede een lage prioriteit kreeg en het traject Ratingen - Velbert - Bochum een hoge prioriteit.
Bij de hernummering van het Duitse snelwegennet in april 1992 werd de A430 met delen van de toenmalige A2 (Straelen - Kreuz Duisburg-Kaiserberg) samengevoegd tot A40 om zo de dubbelnummering van de A2 en de A3 tussen de knooppunten Kaiserberg en Oberhausen te vermijden en het gestegen belang van de Ruhrschnellweg te onderstrepen.
Door de hernummering werden talrijke aansluitingen hernoemd. De aansluitingen die eerst de naam droegen van de aansluitende straat, wat niet meer de standaard is, kregen nu een stadsdeelnaam (bijvoorbeeld Essen, Steeler Straße werd Essen-Huttrop, terwijl de aansluiting zich in het Südostviertel bevindt).
Door de dreigende sluiting van de Opelfabriek in Bochum in de herfst van 2004 werd de politiek eraan herinnerd dat de bouw van de zogenaamde Opel-Spange al voor lange tijd besloten was. Naast de verbreding van de A44 tot de voormalige NS7 in Bochum bij Opel, was gepland de A40 van Bochum-Stahlhausen tot aansluiting 28 Gelsenkirchen-Süd naar 2x3 rijstroken te verbreden om het verkeer te ontlasten. Op 19 mei 2007 begonnen de werkzaamheden aan dit bouwdeel. Het trajectdeel vanaf de stadsgrens van Essen tot Bochum-Wattenscheid was in december 2010 gereed en in januari 2011 overgedragen, maar kon pas na het afronden van de noordelijke verplaatsing van de aansluiting Gelsenkirchen-Süd op 6 november 2011 met 2x3 rijstroken worden vrijgegeven. Op 30 december 2011 waren de verbredingswerkzaamheden voor het gedeelte van Wattenscheid tot het in bouw zijnde Dreieck Bochum-West vroegtijdig gereed, echter pas na het beëindigen van de werkzaamheden aan de middenberm, de noordelijke wand van de geluidsschermen en werd het aanleggen van het definitieve rijdek bestaande uit ZOAB in de richting van Dortmund tussen 18 tot 22 mei 2012 afgerond. De kosten voor de aanpassing van de aansluiting Gelsenkirchen-Süd werd op € 11,4 miljoen en voor de verbreding naar 2x3 rijstroken van het gedeelte tussen Gelsenkirchen-Süd en Bochum-Wattenscheid op € 30,2 miljoen geschat. De toenmalige aansluiting 32 Bochum-Stahlhausen en het einde van de ring van Bochum werd vanaf 29 april 2010 tot Bochumer Westkreuz, officieel Dreieck Bochum-West, omgebouwd. Het westelijke deel van de ring van Bochum (namelijk Donetz-, Oviedo- en Nordhausen-Ring) werd in de A448 gevoegd en met de al aanwezig zijnde A44 (tegenwoordig A448) vanaf Kreuz Bochum/Witten verbonden. Hierdoor is een doorgaande verbinding van de A44 vanaf Dreieck Bochum-West tot Kreuz Dortmund/Witten. In kader van de ondertussen geschrapte plannen, dat de A44 vanaf Bochum verder naar Velbert zou laten lopen, was de verbinding tussen de A40 en A44 als A441 en later als A442 gepland. De verlenging zou in eerste instantie in april 2013 gereed zijn, maar verschoof zich wegens renovatiewerkzaamheden door mijnschade in het werkgebied naar voorjaar 2015. Op 22 juni 2015 werd het knooppunt Dreieck Bochum-West officieel vrijgegeven. De bouwkosten voor het gedeelte tussen Wattenscheid en Dreieck Bochum-West werden oorspronkelijk rond de € 35 miljoen geschat, plus € 25 miljoen voor de bruggenbouw met zes kunstwerken. De kosten stegen uiteindelijk met 50%.
Tussen maart en augustus 2005 werd op het traject tussen Bochum-Werne en Kreuz Dortmund-West voor snelwegen voorgeschreven blauwe bewegwijzering geplaatst. Door de kosten was dit trajectdeel - hoewel het als snelweg werd beheerd - nog met oude bewegwijzering van de B1 uitgerust en als autoweg gecategoriseerd. Van augustus tot oktober 2004 werd in de middenberm van dit trajectdeel betonnen barrières geplaatst. Van mei 2007 tot 20 oktober 2009 werd het aansluitende deel tot de nieuw gebouwde aansluiting 44 Dortmund-Barup verbreed naar 2x3 rijstroken. In kader van de verbreding van het tracé werd onder andere het knooppunt Kreuz Dortmund-West deels gemoderniseerd evenals de Regenbogenbrücke afgebroken en door nieuwbouw vervangen. In december 2009 werd het trajectdeel tot aansluiting 45 Dortmund (B1 - aansluiting Hombruch/Lindemannstraße) tot A40 opgewaardeerd. Sinds de vrijgave van de nieuwgebouwde Schnettkerbrücke op 31 mei 2012, is op het traject 2x3 rijstroken beschikbaar. Voor dit trajectdeel liepen de bouwkosten op naar € 99 miljoen. Van 27 april tot 25 juni 2012 werden in de weekenden de overige renovatiewerkzaamheden bij Kreuz Dortmund-West uitgevoerd. Van 30 september 2012 tot eind 2013 werd de rijbaan op het snelwegdeel naar Bochum gerenoveerd, dat 2x2 rijstroken behield. Tevens werden de veiligheidsvoorzieningen en portalen vernieuwd.
Tussen de aansluitingen 6 Kerken en 7 Neukirchen-Vluyn werd op 19 mei 2011 de nieuwe parkeerplaats "Neufelder Heide" in gebruik genomen, die onder andere de parkeerdruk voor vrachtwagens verlichten zou. In 2001 stond de voorziening "Neufelder Heide" na jarenlange planning al kort voor de realisering - aan beide zijde waren de bomen al gerooid - toen vanaf het Bondsverkeersministerie het aantal benodigde vrachtwagenparkeerplaatsen voor heel Duitsland opnieuw geprognotiseerd werden. De voorziening werd daarom volledig nieuw ontworpen. Het oorspronkelijk geplande tankstation en wegrestaurant werden daarbij geschrapt omdat geen exploitant gevonden kon worden.

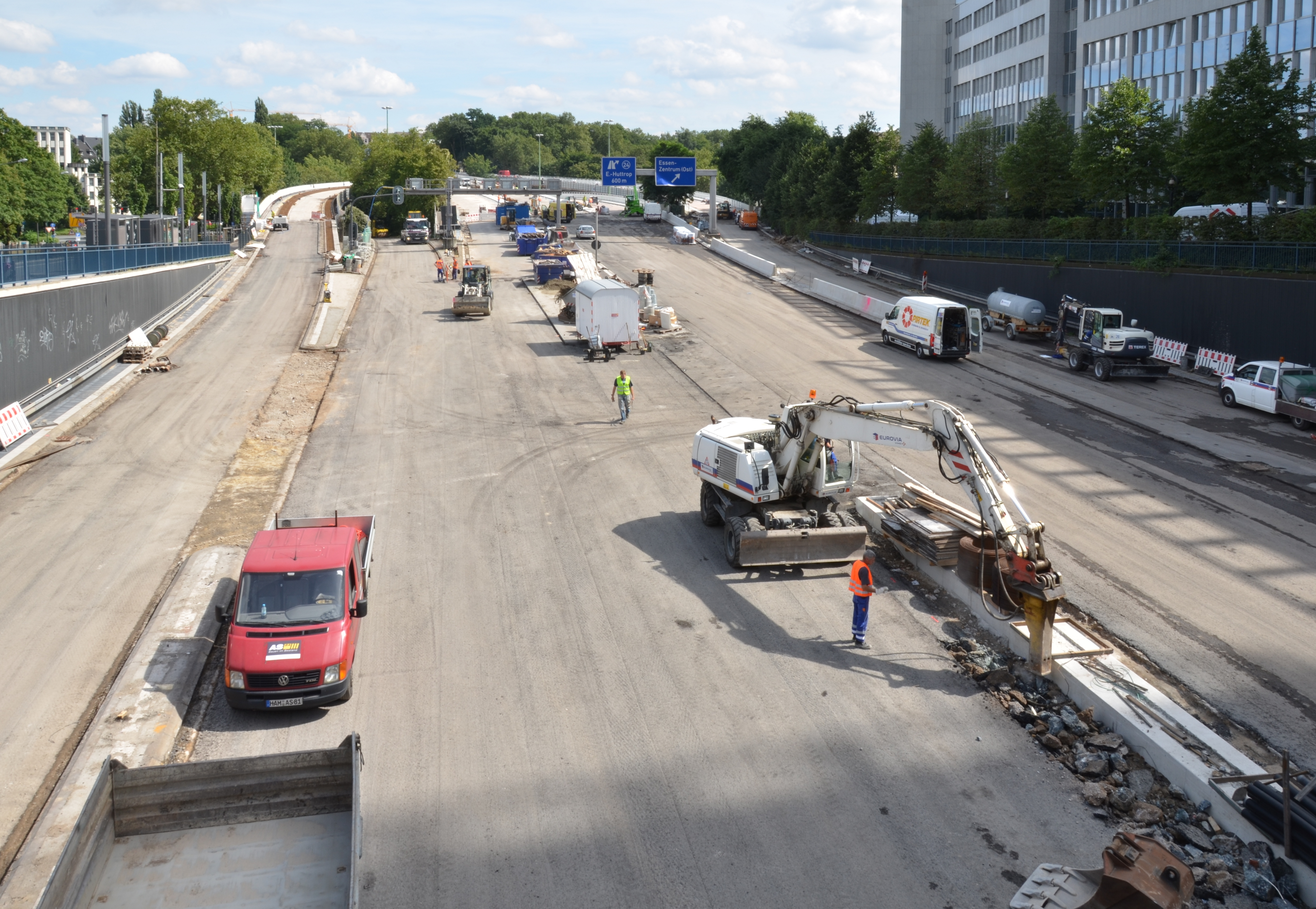
Werkzaamheden aan de A40 bij aansluiting Essen-Zentrum. (2012)

Van 7 juli tot 30 september 2012 was de snelweg voor drie maanden wegens renovatie van de Ruhrschnellweg-Tunnel en meerdere bruggen tussen aansluitingen 23 Essen-Zentrum (west) en 24 Essen-Huttrop in beide richtingen volledig afgesloten. De volledige afsluiting verkortte de bouwtijd voor de tunnelinstallaties, de reparatie van de voetgangersbrug Steubenstraße, de Helbingbrücken en de vernieuwing van de bovenbouw evenals de lagers en de rustpunten van de Brücke Stadtwaldbahn met in totaal 21 maanden. De totale kosten van deze bouwmaatregel kosten rond de € 20 miljoen. De besparing door de volledige afsluiting werden rond de € 5,5 miljoen geraamd. Voor niet lokaal verkeer was de omleiding over de snelwegen A3, A42, A43 en A52, waarbij ongeveer 260 extra verkeersborden werden geplaatst. Op 30 september 2012 werd de snelweg om 17:30 uur weer geopend.
Door de verbreding gesloopte tankstations Bochum-Dückerweg en Bochum-Stahlhausen/Wattenscheider Straße werd de parkeerplaats Somborn aan de grens van Bochum naar Dortmund tot verzorgingsplaats Beverbach omgebouwd. Op 1 februari 2012 begon het kappen van de bomen. De uitbreiding van het parkeerterrein begon op 2 april en was aan het einde van 2012 afgerond. Na afsluiting van de werkzaamheden voor het vernieuwen van het rijdek en de kunstwerken in de A40 tussen de aansluitingen Dortmund-Kley en Dortmund-Lütgendortmund werd de parkeerplaats op 8 november 2013 voor het verkeer vrijgegeven. Met de bouw van het restaurant en tankstation werd in oktober 2013 begonnen. Op 27 oktober 2014 volgde de officiële opening. Deel van de faciliteit is een bijna 16 meter hoge uitkijktoren in vorm van een schachtblok, die over twee platformen beschikt en via het restaurant bereikbaar is.
Aan de noordzijde van de A40 werd door de verbreding naar 2x3 rijstroken het tankstation Bochum-Darpestraße van de snelweg afgescheiden. Hiervoor in de plaats was een Autohof ter hoogte van de Hansastraße in Bochum-Wattenscheid gedacht, waarvoor tot op heden nog geen goedgekeurd plan is ingediend.

## Bouwprojecten en toekomstperspectieven

### Dortmund
Voorzien is om na de om- en verbouw van de B1 in het stadsgebied van Dortmund dit gedeelte van de Ruhrschnellweg en het aansluitende oostelijke gedeelte tot de A44 tot snelweg op te waarderen. Met de geplande snelwegtunnel tussen Märkische Straße en Max-Eyth-Straße en het afwaarderen van de alleen voor lokaal verkeer voorziene Westfalendamm bestaat de kans dat voor het stadsdeel Gartenstadt zijn oude centrum terugkomt en de leefbaarheid toeneemt. Het tracébesluit voor de bouw van de tunnel onder de Westfalendamm en het ongelijkvloers maken van de aansluiting Semerteichstraße werd door de hogere bestuursrechter van Münster op 25 augustus 2009 onwettig verklaard, omdat de stad Dortmund in de planningsbevoegdheid gepasseerd werd. De aansluiting van de Semerteichstraße als gemeentelijke weg moet door een stedelijk plan gerechtvaardigd worden. Het beroep van de deelstaat tegen de beslissing van de hogere bestuursrechter werd op 13 juli 2010 door de federale bestuursrechter in Leipzig afgewezen. De verantwoordelijke wegbeheerders zetten zich nog steeds in voor de bouw van een tunnel. De gemeentedienst creëerde via bebouwingsplannen bouwrecht voor de aansluiting Semerteichtstraße en de oppervlakte van de B1. De gemeenteraad werd op 23 februari 2012 over de voortgang geïnformeerd. De wegbeheerder Straßen.NRW schreef een nieuw verkeersonderzoek uit en gaf via deskundige, advies over de te nemen maatregelen tegen geluidsoverlast en luchtverontreiniging voor het tracébesluit van de tunnel. De eerste resultaten zouden midden 2013 worden gepresenteerd, Straßen.NRW adviseerde een bouwstart in 2020. In het eerste ontwerp van het vastgestelde Bundesverkehrswegeplan 2030 was de tunnel niet meer opgenomen, na lobbywerk van de Dortmundse politiek, de IHK (Duitse Kamer van Koophandel), burgerinitiatieven en de deelstaat is het als "weiterer Bedarf mit Planungsrecht" (lage prioriteit met planningsrecht) toch opgenomen. Het starten van de procedures en de benodigde plannen kon met het vaststellen van het wegenplan eind 2016, de bouw zal pas na 2030 plaatsvinden.
Door de op 6 december 2003 vrijgegeven nieuwe weginrichting ter hoogte van Stadtkrone Ost tot het Hauptfriedhof Dortmund werd een stap in de verbetering van de verkeersstromen gedaan. Ter hoogte van de hoofdingang van de begraafplaats werd het kruispunt met verkeerslichten vervangen door een ongelijkvloerse aansluiting. Aan het einde van het aangepaste traject werd de sneltramlijn U47 in een tunnel onder de B1 gelegd, waardoor nog een verkeerslicht kon worden weggehaald. De voorbereidende kapwerkzaamheden werden eind 2011 en de compensatiemaatregelen, beplanting in de Lichtendorfer Straße (Sölderholz) in maart 2011 en laanbeplanting in de Herrenstraße (Aplerbeck) in januari 2012 gerealiseerd. Van 25 tot 27 februari 2013 werden 109 bomen in de middenberm gerooid. Tot eind maart werden omvangrijke voorbereidingswerkzaamheden afgerond en het bouwterrein evenals de tijdelijke wegindeling ingericht, in april 2013 begonnen de werkzaamheden voor de tunnel. Oorspronkelijk zou de onderdoorgang in het voorjaar van 2015 te gebruiken zijn. Een door een faillissement veroorzaakte vertraging kon grotendeels worden ingelopen. Op 6 mei 2014 volgde de doorbraak van de tunnel onder de rijbaan naar de helling in de middenberm. Eind februari 2015 was de tunnel in ruwbouw gereed. In herfst 2016 was de elektrotechniek geïnstalleerd. Op 14 november 2016 werd de tunnel voor het eerst in de dienstregeling opgenomen. De bovengrondse sporen werden tijdens een wegafsluiting op 25 en 26 maart 2017 afgebroken. In kader van deze werkzaamheden verviel de afrit naar de Marsbruchstraße. De Marsbruchstraße is sinds 15 mei 2017 via de aansluiting Gottesacker/Stadtkrone-Ost te bereiken.
Voor de verbreding naar 2x3 rijstroken op het direct aansluitende snelwegachtige deel van de B1 tot de overgang in de A44 ligt sinds 15 mei 2016 een tracébesluit van de Bezirksregierung Arnsberg voor. Door meer dan 200 bezwaren op het in 2011 voorgelegde planningsontwerp werd een nieuw verkeersonderzoek in opdracht gegeven en geluid en luchtverontreinigende stoffen opnieuw berekend. De onderzoeken waren van 4 november tot 3 december 2014 in te kijken. De planningsprocedures werden op 7 juli 2016 afgesloten en na de zomervakantie in de steden Dortmund en Unna evenals de gemeente Holzwickede ter inzage gelegd.
Het masterplan van de A40-verbreding voorziet een nieuwe aansluiting Holzwickede-Ost, die echter niet gerealiseerd werd. Drie bruggen over de nieuwe A40 en 7 onderdoorgangen in de huidige B1 worden gerenoveerd, verbreed of vervangen. Drie tankstations worden langs de toekomstige A40 gesloopt. De verouderde geluidsschermen tussen Marsbruchstraße en Holzwickede worden door nieuwe, tot 12 meter hoge deels doorzichtige wanden vervangen. Aan de zuidzijde van aansluiting Holzwickede werd vooruitlopend al van januari tot mei 2005 geluidswanden uit betonelementen geplaatst. Terwijl ook op het naar 2x3 rijstroken verbrede gedeelte in de omgeving van Stadtkrone Ost tot 5 meter hoge geluidsschermen geplaatst zouden worden, diende de stad Dortmund als voorzorg een beroep tegen het besluit in. Doel is, analoog aan de autoshowrooms aan de noordzijde ook aan de zuidzijde een gebouw te bouwen, zodat geluidsschermen in deze omgeving door kantoorgebouwen worden vervangen en een wand niet meer nodig is.
De genoemde plannen zijn in het investeringsplan van het Bondsministerie voor verkeer, bouw en stadsontwikkeling voor het jaar 2006 tot 2010 opgenomen. Voor het in de voorontwerp zijnde trajectdeel van aansluiting Dortmund (ter hoogte van de Wittekindstraße/L660) tot Dortmund-Mitte (Märkische Straße/L672) werden de bouwkosten op € 140,1 miljoen geschat, voor het trajectdeel tussen Dortmund-Mitte en Kreuz Dortmund-Ost met de B236 (eveneens in voorplanning) is € 234,8 miljoen voorzien. Het trajectdeel van Kreuz Dortmund-Ost tot Kreuz Dortmund/Unna (overgang in de A44) werd toen op € 118,1 miljoen geraamd. De werkzaamheden aan dit deel begonnen in april 2018 met de nieuwbouw van de brug voor de toekomstige aansluiting Dortmund-Sölde en zal in 2026 of later afgerond zijn. Dan zal dit gedeelte van de B1 worden opgewaardeerd naar A40.

### Essen
De aansluiting 26 Essen-Frillendorf wordt ongeveer 500 meter naar het oosten verlegd. Het zuidelijke gedeelte van de aansluiting (rijrichting van Mülheim naar Dortmund) is aan de Schönschedtstraße nieuw gebouwd. De bouwwerkzaamheden begonnen in april 2012. Op 15 november 2014 werd de aansluiting voor het verkeer vrijgegeven, de oude zuidelijke aansluiting is met de bouw van een nieuw geluidsscherm in januari 2015 gesloten. Ondertussen is oude zuidelijke toerit weer heropend. De afrit vanuit het westen bleef gesloten en is inmiddels afgebroken.
De noordelijke toe- en afrit (rijrichting van Dortmund naar Mülheim) wordt een nieuwe verbindingsweg vanaf het Technologiepark op het terrein van de voormalige cokesfabriek en de kolenmijn "Hubert" van de mijnvereniging Zeche Königin Elisabeth gebouwd en aan de Schönscheidtstraße aangesloten. De huidige aansluiting zal worden gesloten en afgebroken. Het verplaatsen van de aansluiting is noodzakelijk om de verbindingsboog van A52 richting Düsseldorf in Dreieck Essen-Ost naar 2 rijstroken te verbreden. Bij de start van de werkzaamheden voor het geluidsscherm op 11 mei 2015 werd de toe- en afrit voor de duur van de werkzaamheden gesloten. De werkzaamheden voor de aanpassing van Dreieck Essen-Ost zijn in 2016 en 2017 uitgevoerd.
Na de mislukte aankoop van een ontwikkelgebied wegens onenigheid over de omgang met de verwachte vervuilde grond gaf de planningscommissie van de gemeenteraad van de stad Essen op 21 november 2013 het bestuur de opdracht een onteigeningsprocedure tegen eigenaar TÜV Nord bij de Bezirksregierung in Düsseldorf te starten. Op 22 oktober 2014 maakte de stad bekend dat een overeenkomst was bereikt. Na het verkrijgen van het besluit van het verantwoordelijke college en het voltrekken van de aankoop kon de nieuwbouw van het noordelijke deel van de aansluiting en de ontsluitingswegen gerealiseerd worden. In de herfst van 2020 zal de nieuwe aansluiting gereed rijn.
De A40 had zich na het sluiten van de mijnen tot een scheidslijn van sociale segregatie midden door Essen ontwikkeld, die door journalisten als een "Sozialäquator" (sociale evenaar) aangeduid wordt en rijke van arme stadsdelen separeert.

### Mülheim an der Ruhr
Tot circa 2030 is de verbreding naar 2x3 rijstroken van de A40 door Mülheim an der Ruhr voorzien. De vooronderzoeken zijn afgerond. Ondertussen is het project door de Bond als bijzonder investeringsproject met hoge prioriteit ingedeeld. Hierdoor kon eerder begonnen worden met de tracéprocedures.

## Geplande A40 tussen 1975 en 1992: de Lipperand-Autobahn

De geplande A40 als Lipperandautobahn in 1976

Het nummer A40 was tussen 1975 en 1992 voor de zogenaamde Limmerand-Autobahn voorzien. Met het hernummeren van het West-Duitse snelwegennet op 1 januari 1975 was de A40 voor een nieuwbouwproject op het volgende tracéverloop voorzien (in west-oostrichting):
- begin zuidwestelijk van Rheurdt met aansluiting op de B510;
- knooppunt met de A42 bij Rheurdt;
- randweg westelijk en noordelijk om Kamp-Lintfort;
- knooppunt met de A57 noordoostelijk Kamp-Lintfort;
- zuidelijk van Rheinberg (B57);
- zuidelijk van Voerde aansluiting Rijnbrug en knooppunt met de A59;
- noordelijk van Dinslaken (B8);
- knooppunt met de A3 bij aansluiting Dinslaken-Nord;
- langs de L462;
- randweg westelijk en noordelijk om Bottrop-Kirchhellen;
- knooppunt met de A31 nabij aansluiting Kirchhellen-Nord;
- zuidelijk van Dorsten en Altendorf-Ulfkotte;
- knooppunt Polsum met de A52 zuidelijk van aansluiting Dorsten-Ost;
- noordelijk van Polsum;
- zuidelijk van Marl;
- knooppunt met de A43 bij aansluiting Marl-Sinsen (tegenwoordig L522);
- noordelijk en oostelijk van Recklinghausen;
- zuidelijk van Oer-Erkenschwick;
- noordelijk van Castrop-Rauxel-Becklem en zuidelijk van Datteln-Meckinghofen (B235);
- knooppunt met de A45 zuidwestelijk van Waltrop;
- noordelijk van Lünen-Brambauer;
- randweg westelijk en noordelijk van Lünen (B236);
- zuidelijk van Cappenberg;
- noordelijk van Werne (B54);
- knooppunt met de A1 bij aansluiting Hamm-Bockum/Werne;
- noordelijk van Bockum-Hövel (B63) en Heessen (tegenwoordig L518, in de omgeving van Hövel een naar het noorden verlegd tracé);
- randweg westelijk en noordelijk van Ahlen (B58);
- aansluiting op de A2 bij aansluiting Beckum.

Daarmee had de snelweg ook in het schema van oplopende nummering in de west-oostsnelwegen gepast, van noord naar zuid:
- A42: Kamp-Lintfort - Duisburg-Nord - Oberhausen - Gelsenkirchen - Dortmund;
- A44: Aken - Düsseldorf-Nord - Bochum-Süd - Dortmund-Süd - Kassel;
- A46: Heinsberg - Düsseldorf-Süd - Wuppertal - Hagen - Bestwig;
- A48: Dreieck Vulkaneifel - Koblenz.

Met de omnummering van de A430 naar A40 is dit nummer tussen de A42 en A44 komen te liggen.
De in 1971 opgestelde wegenplan voor de bouw van federale wegen in de periode 1971 tot 1985 voorzag dat bij Aldekerk een tweestrookse B510 van de B9 zou afbuigen en van Rheurdt tot Rheinberg naar 2x2 rijstroken verbreed zou worden. Tussen Rheinberg en westelijk van Hamm (B61) was nieuwbouw als Bundesstraße 1120 voorzien, waarbij het besluit over wie de weg zou aanleggen (Bond/deelstaat) nog niet vastlag. Tussen Hamm en Beckum werd de bouw van de B61 met 2x2 rijstroken gepland, als ook een zuidelijk van Ahlen lopend tracé.
Ook met de eerste wijziging van het wegenplan van 5 augustus 1976 bleef de vraag over de bouwverantwoordelijkheid nog open. In de tweede wijziging van het wegenplan van 25 augustus 1980 was alleen nog het traject Rheinberg (A57) - Dinslaken (A3) als A40, met prioriteitsniveau I voorzien. Het parallel aan de A2 lopende gedeelte tussen Dinslaken en Beckum werd geschrapt. Alleen bij Lünen was in kader van de B236 geplande randweg een deel van de oorspronkelijk geplande A40 voorzien, echter met twee rijstroken en met een prioriteitsniveau van II. In de derde wijziging van het wegenplan van 21 april 1986 was het hele oorspronkelijke A40-plan geschrapt. Als vervanging was een tweestrookse Bundesstraße voorzien tussen Rheinberg (A57) en Dinslaken (A3), de randweg Lünen (B236) evenals de randweg Ahlen (B58) op het oorspronkelijke A40-tracé (lage prioriteit). In het Bundesverkehrswegeplan 2003 was geen enkel deel van het oude A40-plan opgenomen.
De volgende trajectdelen zijn voor het verkeer vrijgegeven:
- Rheinberg (L137) - aansluiting Rheinberg - B510 oud: 1986 (2,3 km, één rijbaan, als B510);
- Marl-Süd - aansluiting Marl-Sinsen - L551 bij Marl-Sinsen: 1979 (3,2 km, één rijbaan, als L522);
- Werne (K15) - aansluiting Hamm-Bockum/Werne - noordelijk van Hamm (B63): 1965 - 2001 (13,4 km, één rijbaan, in twee bouwdelen op een deels gewijzigd tracé).

In het actuele wegenplan van Noordrijn-Westfalen zijn de volgende plannen voorzien, die op het tracé van de voormalige A40 liggen:
- randweg Dinslaken B8 - A3 (als L4);
- randweg Marl (B225) - aansluiting "Auf Höwings Feld" (als L522);
- randweg noordelijk van Werne (als L518).

## Bijzonderheden

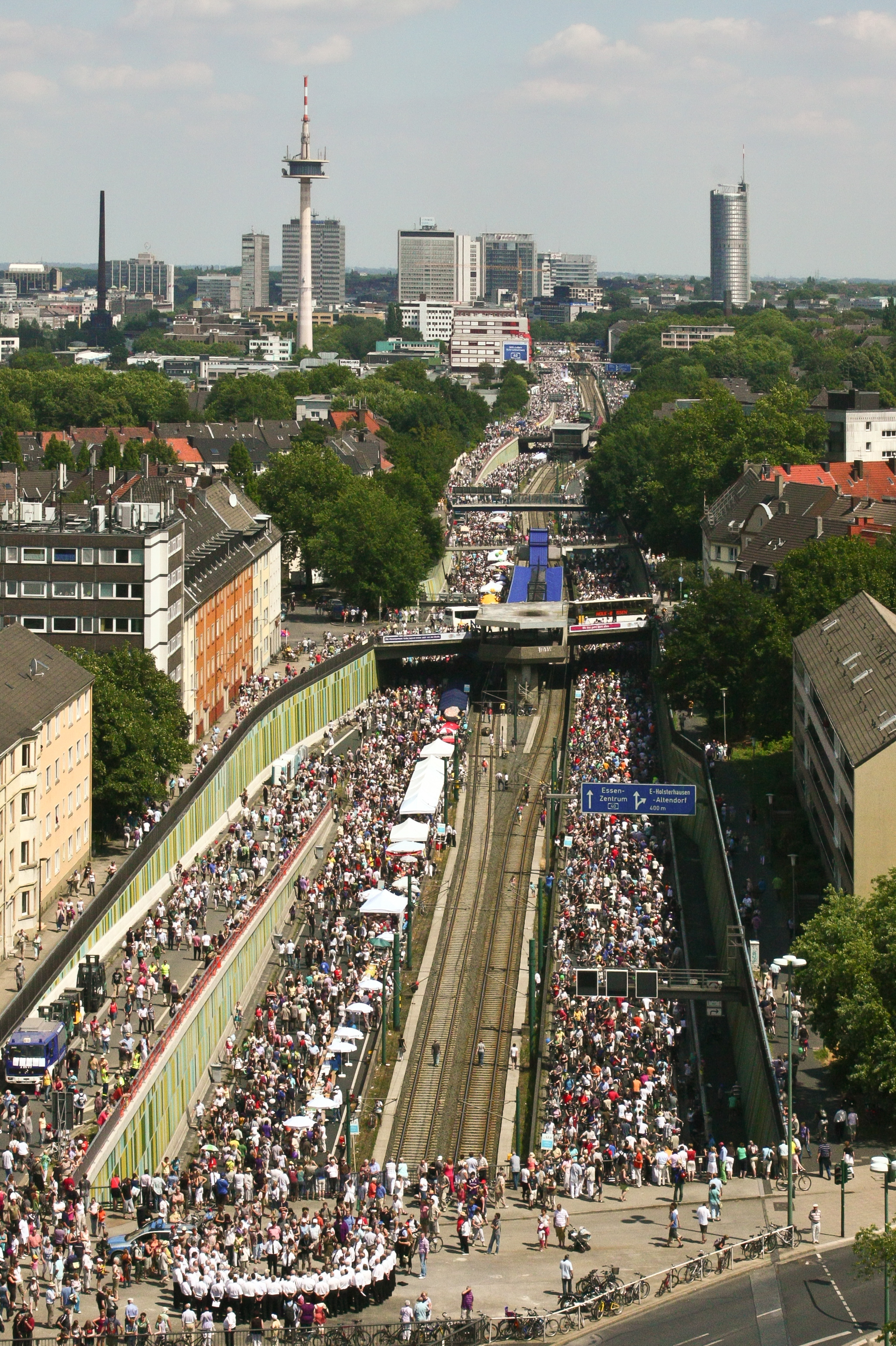
Still-Leben Ruhrschnellweg in Essen. (2010)

Tussen de aansluitingen Essen-Huttrop en Essen-Kray bevindt zich in de middenberm van de snelweg een baan voor een geleide bus. Deze heeft op het snelwegtraject de bushaltes Oberschlesienstraße, Feldhaushof, Frillendorfer Platz en Schönscheidtstraße en wordt door de buslijnen 146 en 147 van Ruhrbahn bediend. Tot 1985 reed hier een metersporige tramlijn.
Tussen de aansluitingen Essen-Zentrum en Mülheim-Heißen (westelijke deel) rijdt in de middenberm de normaalsporige sneltramlijn U18.
In de stadsgebieden van Essen en Mülheim is zogenaamde fluisterasfalt aangelegd om het voor reizigers de wachttijd aangenamer te maken. Deze maatregel dient vooral het geluidsoverlast voor aanwonende te verminderen, omdat de snelweg dwars door dichtbevolkt gebied gaat.
Tussen de aansluitingen Mülheim-Winkhausen en Bochum-Werne zijn matrixborden aanwezig die het verkeer regelen.
Op 14 november 2007 werd, om de geluidsoverlast en overlast van uitlaatgassen in Dortmund, op de oostelijke verlenging van de A40, de B1 tussen de B54 in het westen en de B236 in het oosten, de maximumsnelheid van 60 km/h respectievelijk 70 km/h naar 50 km/h verlaagd.
Sinds 12 februari 2008 is de Ruhrschnellweg tussen de knooppunten Kreuz Dortmund-West (A45) en Kreuz Dortmund-Unna (A1) in de avonduren voor doorgaand vrachtverkeer gesloten.
Sinds mei 2009 is de A40 toneel van meerdere artistieke interventies geweest. De Eichbaumoper (opera op de sneltramhalte Eichbaum) en de Symphonie A40 behoren tot de eerste cultuurprojecten, die de A40 als culturele ruimte begrijpen en artistiek met de transitruimte omgaan.
In 2010 was Essen en daarbij het Ruhrgebied culturele hoofdstad van Europa onder de naam RUHR.2010. Hierdoor werd de A40 op verschillende trajectdelen bij het project betrokken. Zo zijn onder andere in de omgeving van Essen talrijke grote foto's en in Bochum kleurrijke geluidsschermen geplaatst. Het hoogtepunt van het gebruik van de A40 als culturele Ruhrautobahn door de RUHR.2010 GmbH was op 18 juli 2010. Voor deze dag werd de Ruhrschnellweg over 60 kilometer van aansluiting Duisburg-Häfen tot Dortmund Märkische Straße (B1) voor gemotoriseerd verkeer afgesloten. De rijbaan naar Duisburg werd met rond de 20.000 biertafels feestelijk gebruikt, de tegenrichting werd voor fietsers en inline-skaters als mobiliteitsstrook vrijgegeven. Over het gehele traject zouden zowel burgers als kunstenaars onder het motto "Still-Leben-Ruhrschnellweg" de culturele hoofdstad Ruhrgebied kunnen vieren en beleven.
Op 30 mei 2010 werd nabij aansluiting Bochum-Hamme (33) de snelwegkerk RUHR (Epiphanias-Kirche) ingewijd.
De bestuursrechter van Gelsenkirchen heeft besloten dat vanaf 1 juli 2019 voor het door het stadsgebied van Essen lopende deel van de A40 een rijverbod voor voertuigen met een hoge uitstoot van schadelijke stoffen, voornamelijk diesels, wordt ingevoerd. Daarmee werd in Duitsland voor het eerst een rijverbod op een snelweg ingevoerd op gronde van milieubescherming. Tegen het oordeel ging de deelstaatsregering van Noordrijn-Westfalen in beroep.

## Galerij

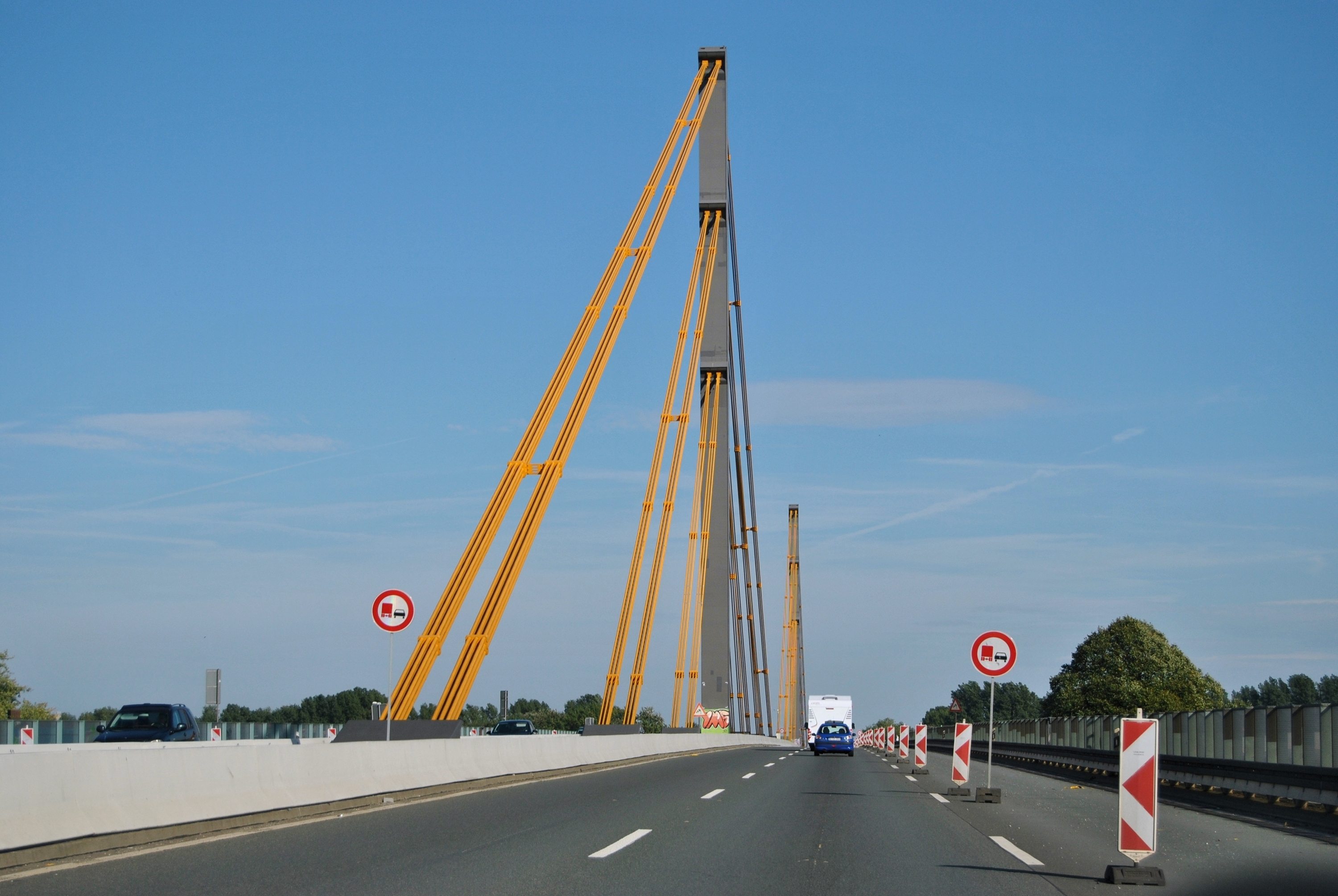
Rijnbrug Neuenkamp in Duisburg (2010)
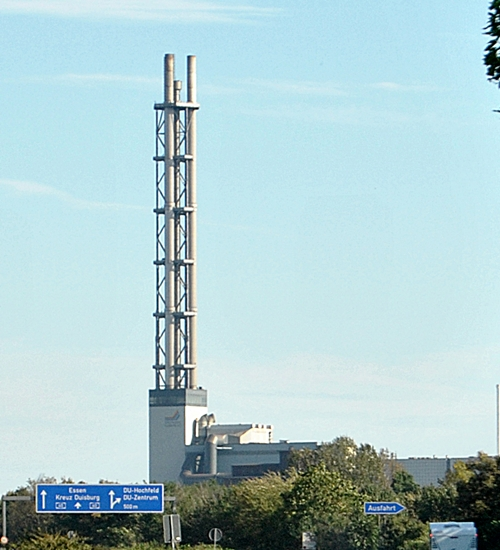
Markante herkenningspunt in Duisburg; de Stadtwerketurm. (2010)
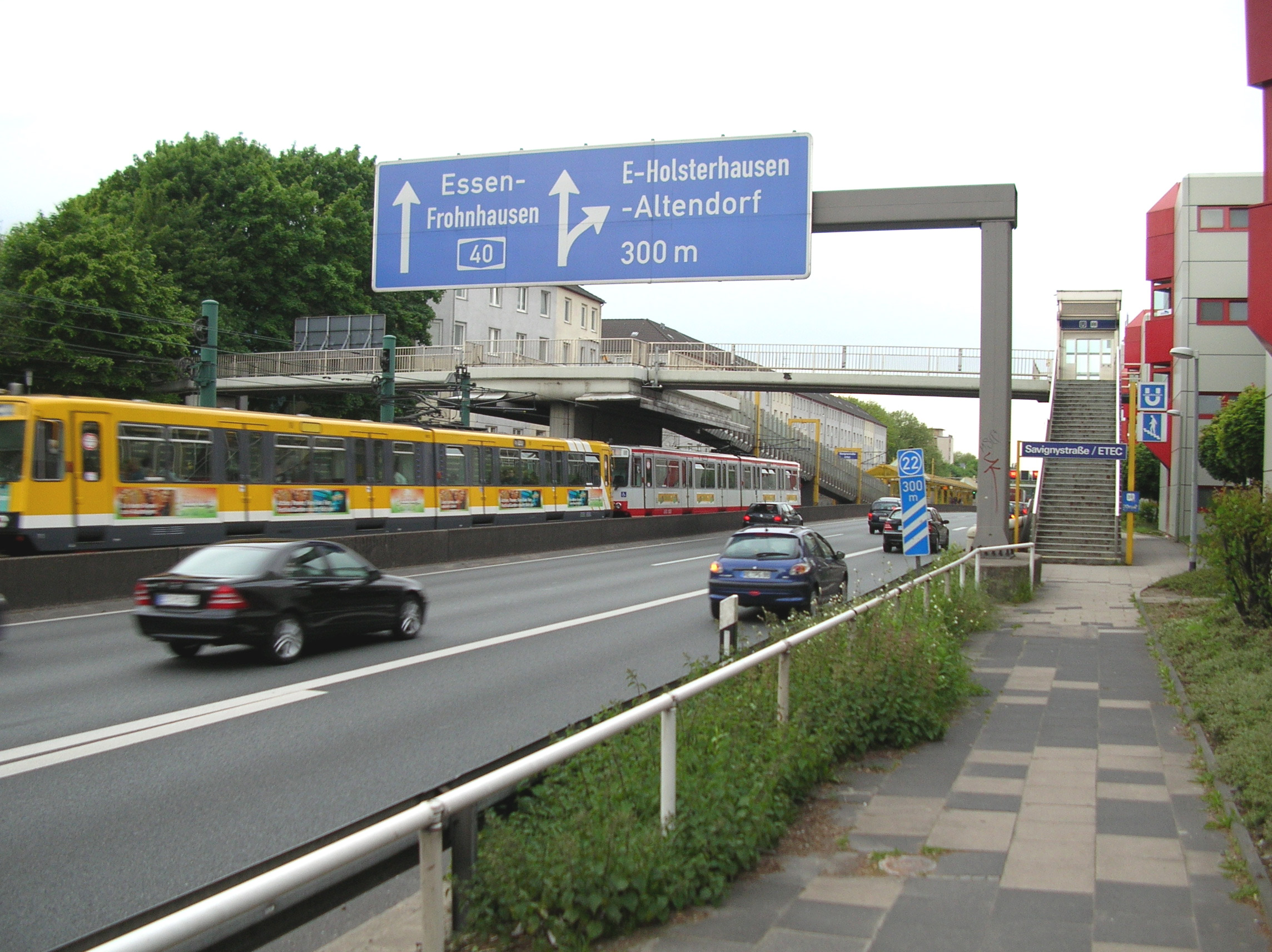
Het sneltramtraject in de middenberm van de A40 bij Essen-Holsterhausen. (2006)
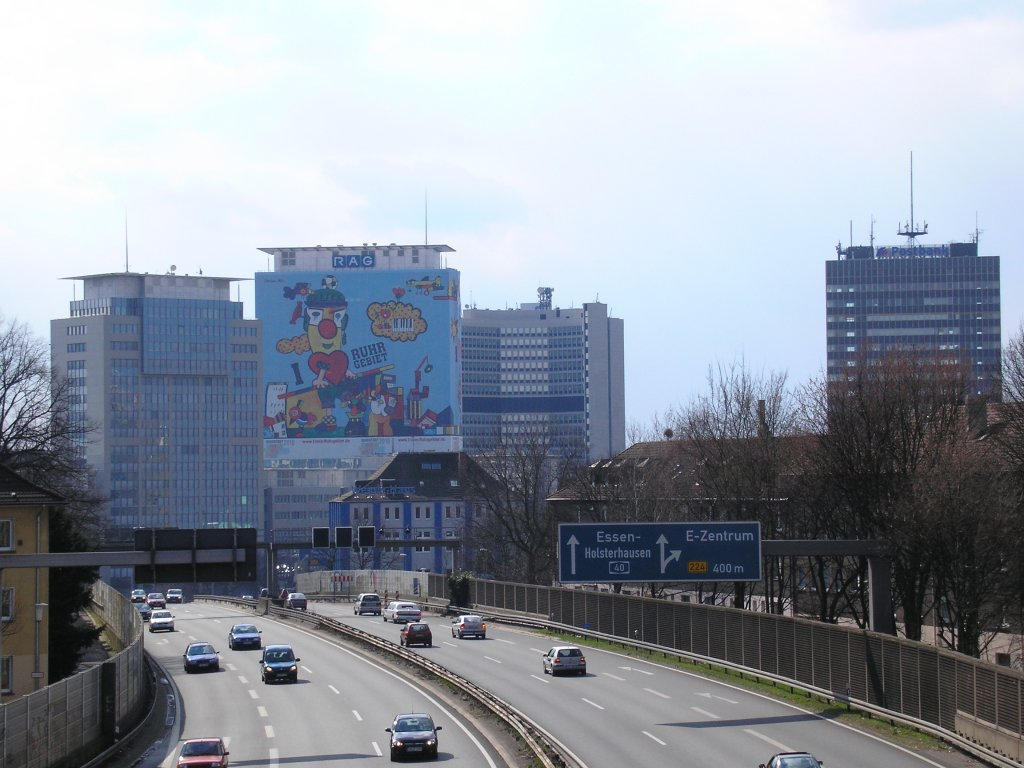
Het hoofdkantoor van Evonik Industries langs de A40 in Essen. (2006)
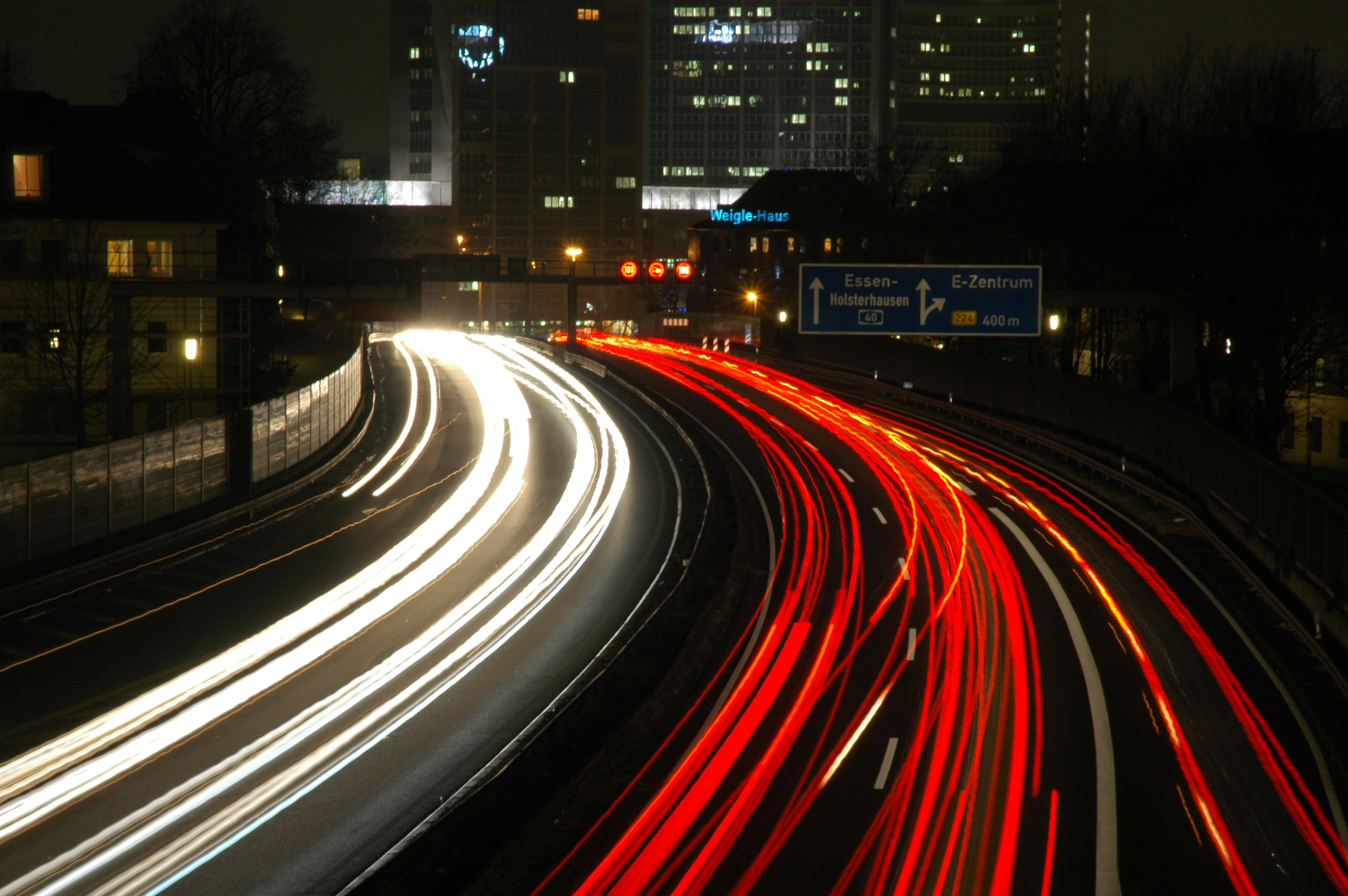
De A40 in Essen-Huttrop bij nacht. (2007)
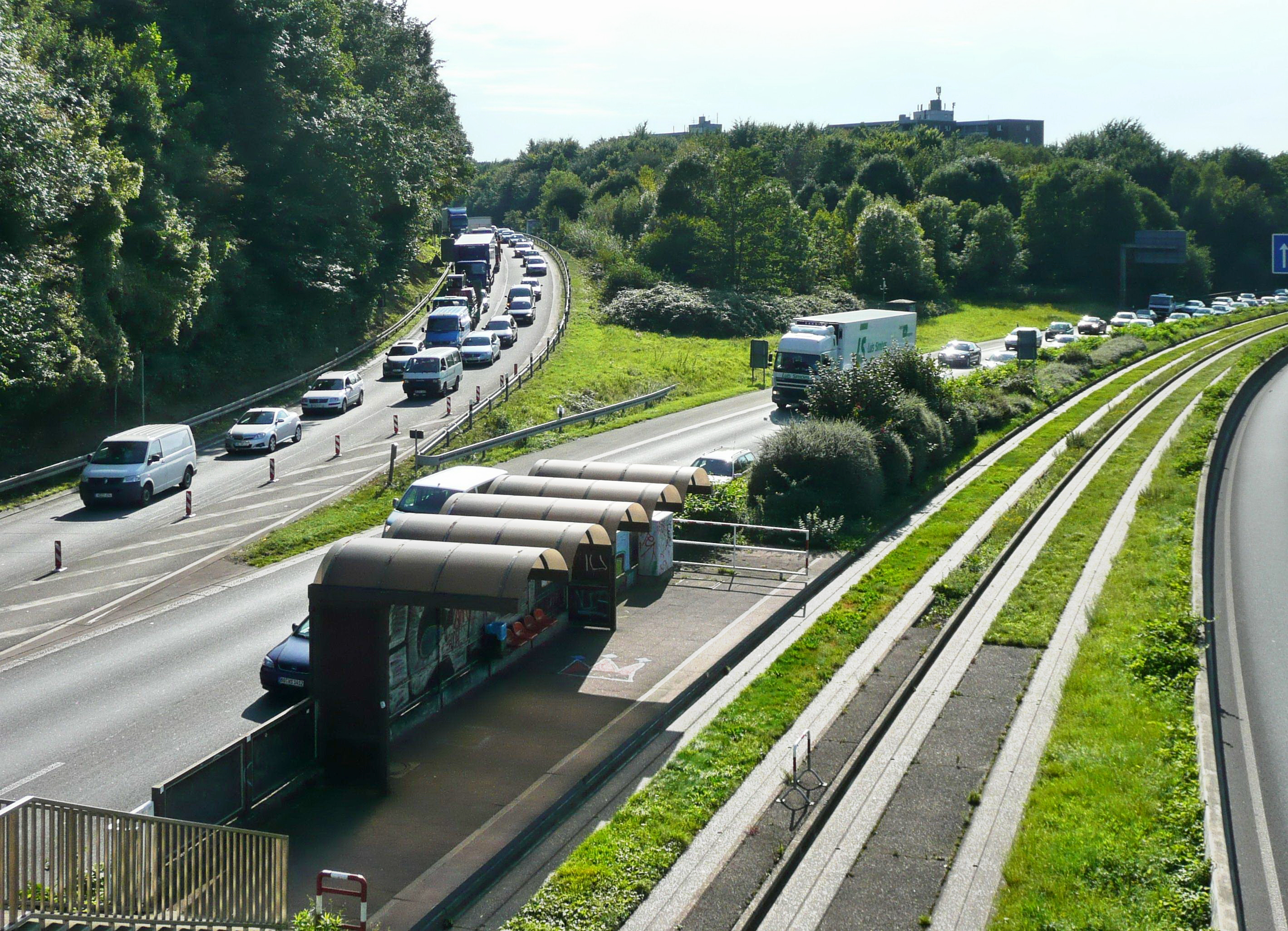
Het geleide bustraject ter hoogte van Dreieck Essen-Ost met de A52. (2008)
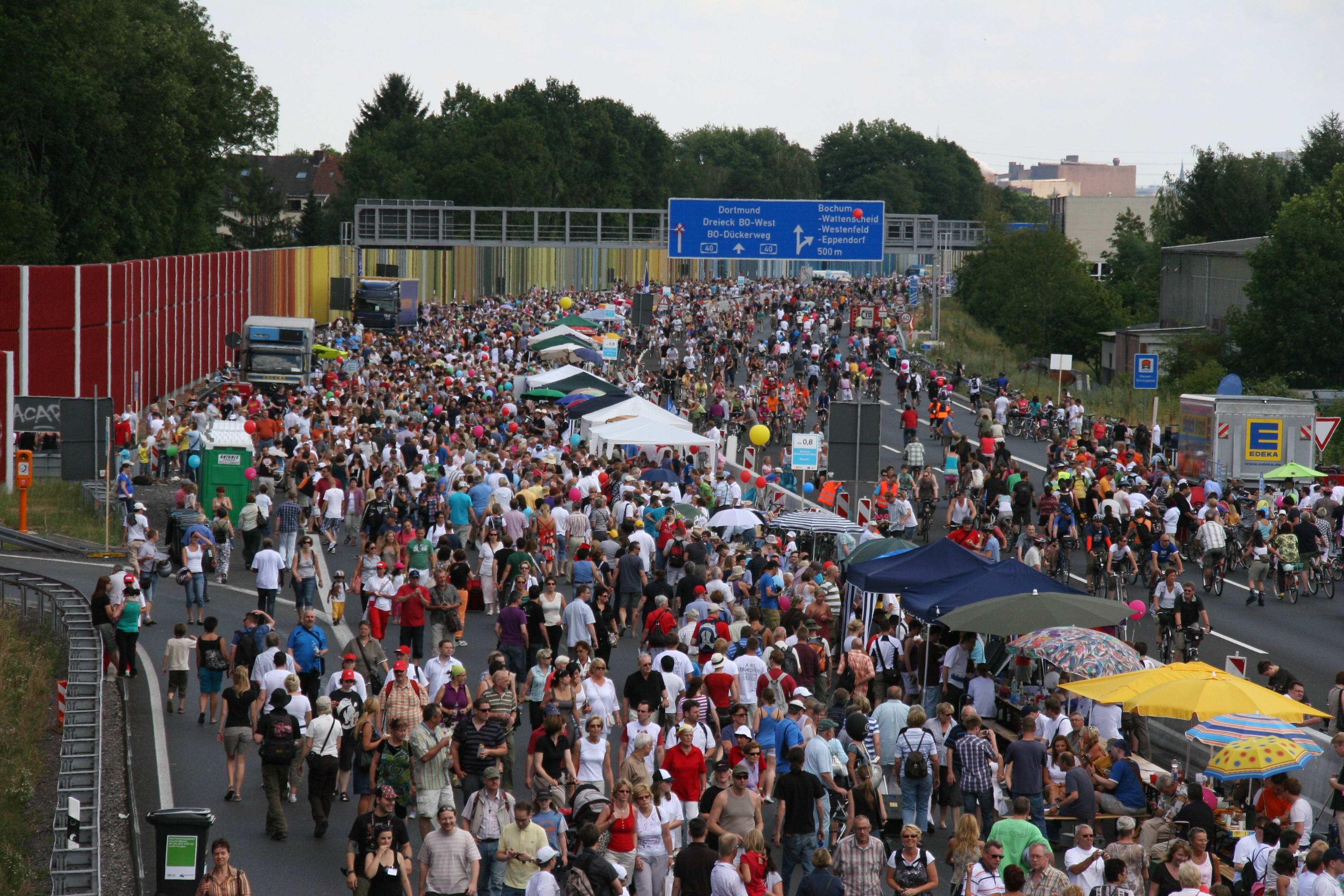
Still-Leben Ruhrschnellweg: bezoekers nabij Wattenscheid. (2010)
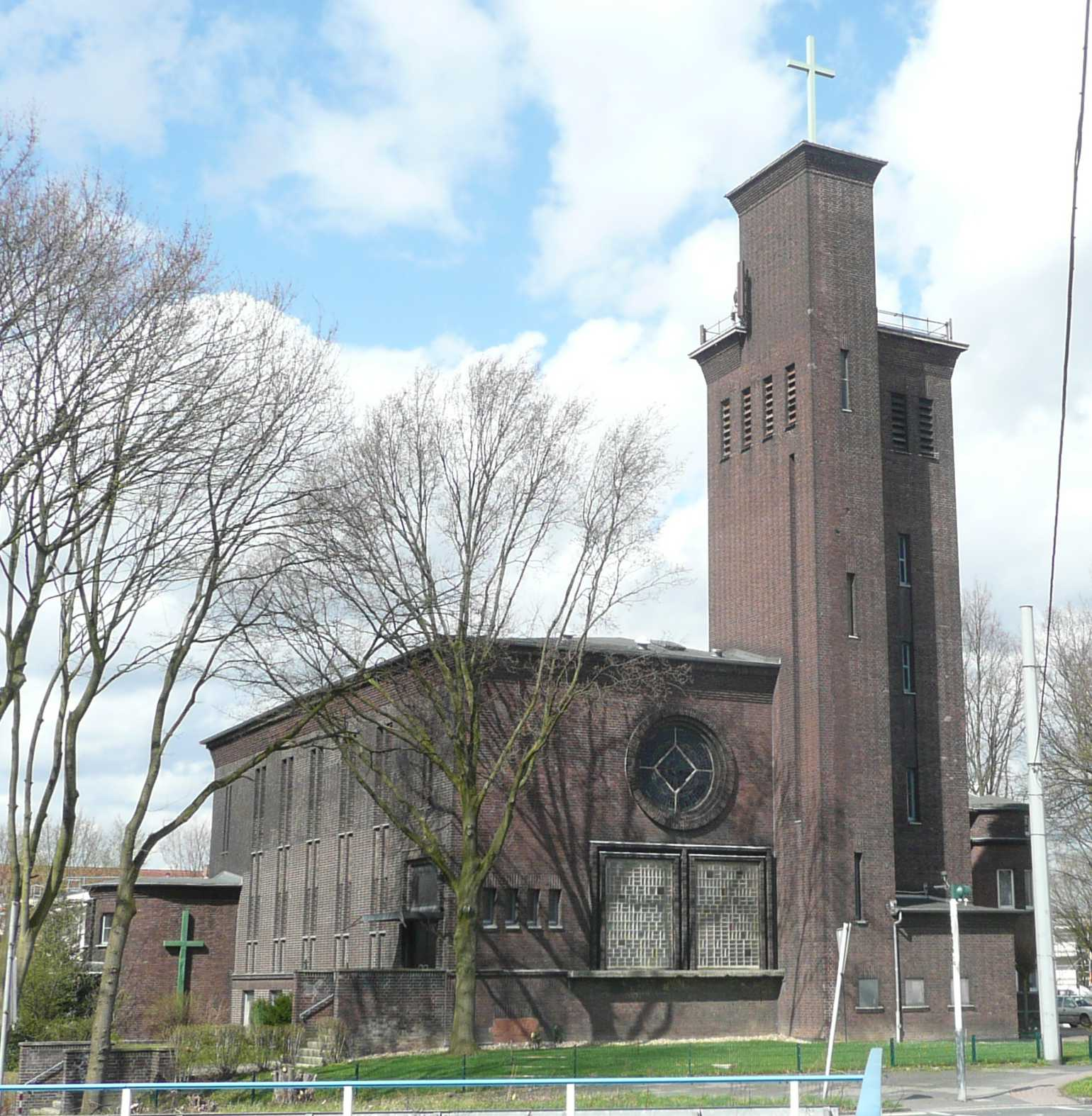
Snelwegkerk Ruhr in Bochum-Hamme. (2010)
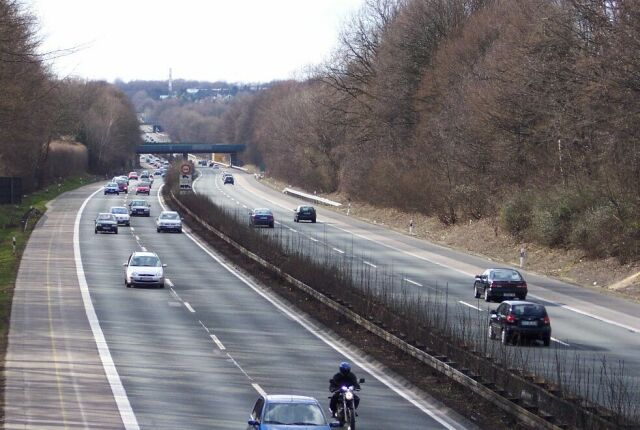
Tussen Bochum-Werne en Dortmund-Lütgendortmund voor de verbreding. (2004)
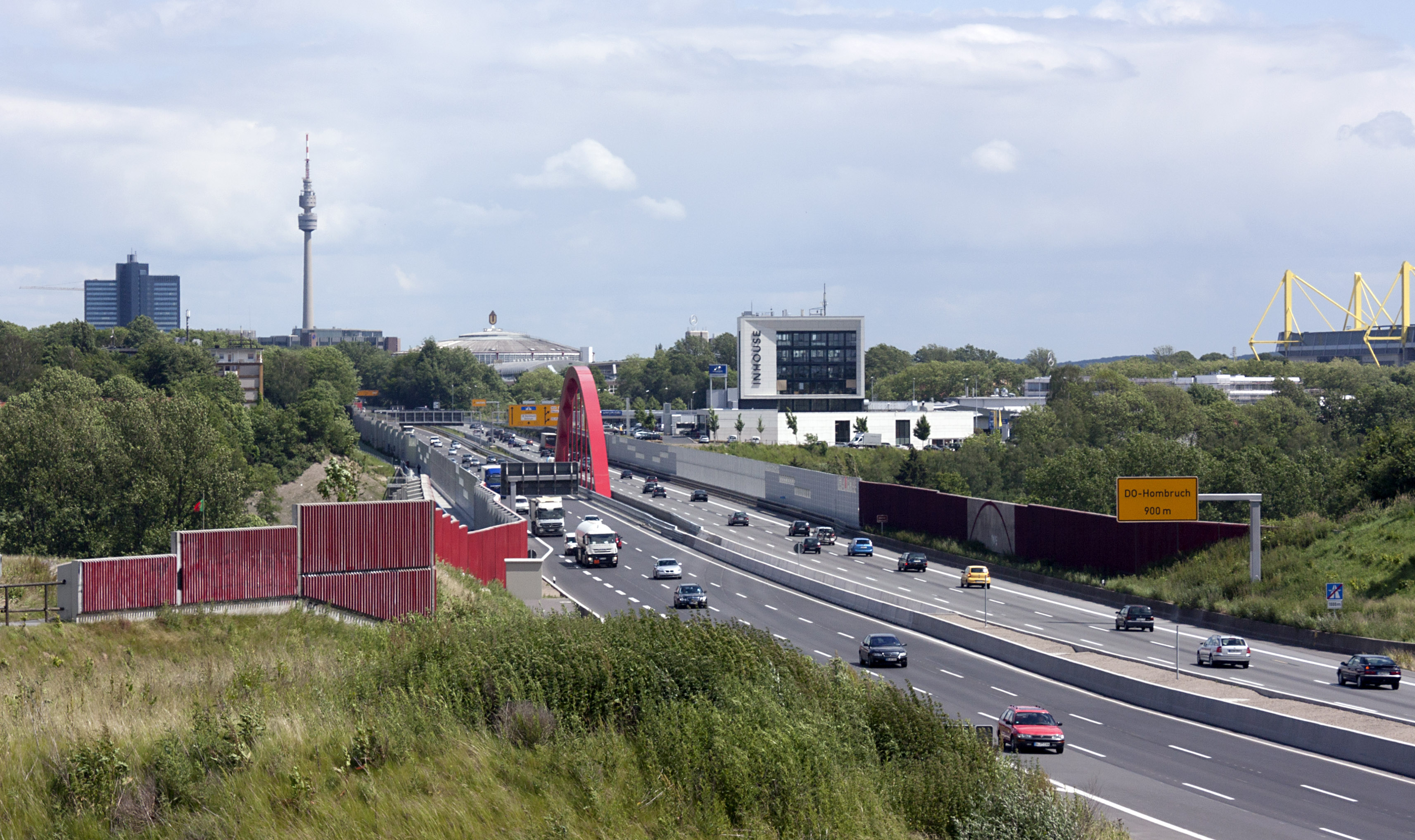
Voorlopige einde van de snelweg, de nieuwe Schnettkerbrücke in Dortmund. (2012)